# Nationalverkstäderna
Nationalverkstäderna (Ateliers nationaux) var av franska staten upprättade verkstäder, där annars arbetslösa arbetare erhöll anställning, vilka upprättades såväl vid franska revolutionen 1789 och Februarirevolutionen 1848. Särskilt de senare, upprättade på förslag av Louis Blanc, tilldrog sig stor uppmärksamhet. Då försörjningssynpunkterna var de avgörande vid anställning av arbetare, anställdes sådana lång över behovet, och resultatet blev att nationalverkstäderna slukade stora summor. När på några månader nära 15 miljoner franc förbrukats, stängdes nationalverkstäderna, vilket vållade de blodiga juniupploppen.